# Щедрик товстодзьобий
Ще́дрик товстодзьобий (Crithagra burtoni) — вид горобцеподібних птахів родини в'юркових (Fringillidae). Мешкає в Африці на південь від Сахари.

## Опис

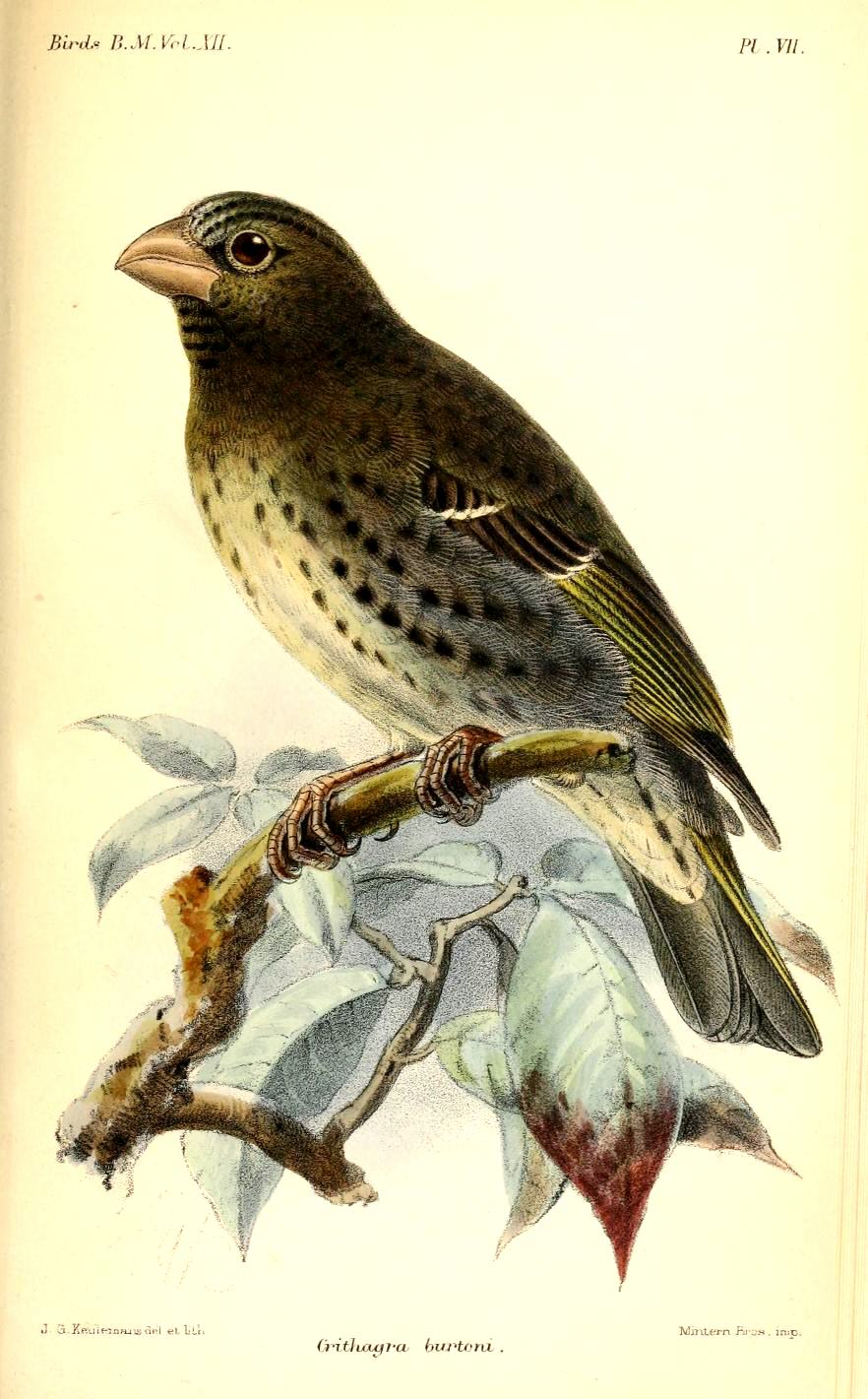
Товстодзьобий щедрик

Довжина птаха становить 15-16 см, вага 24-35 г. Голова, спина і груди зеленувато-чорні, обличчя і хвіст чорнуваті, махові пера мають жовтувато-зелений відтінок. Живіт, боки і гузка білуваті, боки поцятковані коричневими смужками. На лобі білі плями. Горло коричневе. на крилах дві білі смужки. Очі темно-карі, навколо очей чорнуваті кільця. Дзьоб великий, міцний, зверху чорнуватий, знизу тілесного кольору, лапи тілесного кольору.

## Підвиди
Виділяють чотири підвиди:
- C. b. burtoni (Gray, GR, 1862) — гори Камерунської лінії в Камеруні, Нігерії та на острові Біоко;
- C. b. tanganjicae (Granvik, 1923) — захід центральної Анголи, схід ДР Конго і захід Уганди, Руанди та Бурунді;
- C. b. kilimensis Richmond, 1897 — схід Уганди, південний захід Кенії і захід Танзанії;
- C. b. albifrons Sharpe, 1891 — високогір'я Великого Африканського Рифту в центральній Кенії.

## Поширення і екологія
Білогорлі щедрики мешкають в Камеруні, Нігерії, Екваторіальній Гвінеї, Демократичній Республіці Конго, Уганді, Руанді, Бурунді, Кенії, Танзанії і Анголі. Вони живуть у вологих гірських тропічних лісах та у високогірних чагарникових заростях. Живляться переважно насінням, а також плодами і дрібними комахами. Розмножуються протягом всього року. В кладці від 2 до 4 яєць, інкубаційний період триває 2 тижні.